# Шанхайський перевізник
«Шанхайський перевізник» (англ. S.M.A.R.T. Chase) — китайський кримінальний бойовик. Головний герой стрічки — агент приватної охоронної організації Денні Стреттон, після невдалого виконання завдання отримує шанс повернути втрачену репутацію.

## Сюжет
Приватна охоронна організація втрачає репутацію після невдалої операції з перевезення картина Ван Гога. Після цього стосунки агента Страттона з його дівчиною Лін погіршується і вона кидає його.
Команда Страттона отримує замовлення доставити дуже коштовну вазу, успішність операції могла повернути втрачену репутацію. На презентації Стреттон з компаньйонами зустрічаються з Лін, а також з детективом, який до сих пір вважає викрадачем картини Ван Гога Денні.
На шляху до аеропорту на машини агентів нападають мотоциклісти, яким вдається зупинити позашляховики. Стреттону вдається зберегти вазу, а також він впізнає злочинця, який викрав картину. У Денні з'являється план: вони не летять у Лондон, а використають вазу, щоб дібратися до грабіжників. Вони виявляють організатора пограбування та пропонують купити вазу за меншу ціну від реальної вартості. Під час угоди поліцейські мають затримати злочинців, але вони не прибувають. Самотужки затримати команді зловмисників не вдається.
Денні, Мак і Джей Джей проникають у підозрілий будинок. В ньому герої знаходять велику кількість предметів мистецтва, зокрема, вазу та картину. Стреттон отримує погрозу від міс Єн вбити його колишню. Він домовляється про угоду. Зустрівшись у нічному клубі, команді вдається знешкодити міс Єн і її спільника містера Сонга. Лін і Денні примиряються, команда отримує чергове завдання, а ДіньДон починає зустрічатися з Наною — дівчиною, в яку він довго був закоханий, але не наважувався зізнатися.

## У ролях
| Актор           | Роль           |
| --------------- | -------------- |
| Орландо Блум    | Денні Стреттон |
| Лінн Хун        | Лін Мо         |
| Ганна Куінліван | Джей Джей      |
| Саймон Ям       | Мак Рен        |
| Лео Ву          | ДіньДон        |
| Лян Цзин        | Тара Єн        |
| Да Ін           | містер Сонг    |
| Ван Жосі        | Нана           |
| Чан Жун         | детектив Дай   |

## Створення фільму

### Виробництво
Створення фільму почалось у 2015 році, коли з'явився сценарій фільму «Дракон і Фенікс». Робота над сценарієм продовжувалась кілька років. Керівник Das Films хотів зняти стрічку в Шанхаї. Зйомки мали початись навесні 2016 року, але через відсутність актора на виконання головної ролі вони були відкладені. У червні 2016 стало відомо, що Орландо Блум отримав роль у фільмі.

### Знімальна група
- Кінорежисер — Чарлз Мартін
- Сценарист — Кевін Бернардт
- Кінопродюсери — Хань Вей, Бен П'ю
- Композитор — Марк Кіліан
- Кінооператор — Філіпп Блаубах
- Кіномонтаж — Лі Бінь
- Художник-постановник — Зорана Зен
- Художник-костюмер — Клеман Чжен
- Підбір акторів — Чень Люсі[6]

## Сприйняття
Фільм отримав негативні відгуки. На сайті Rotten Tomatoes оцінка стрічки становить 33 % на основі 23 відгуків від глядачів (середня оцінка 2,3/5). Фільму зарахований «розсипаний попкорн» від глядачів, Internet Movie Database — 4,2/10 (1 101 голос).